# Tepuia intermedia
Tepuia intermedia är en ljungväxtart som beskrevs av Julian Alfred Steyermark. Tepuia intermedia ingår i släktet Tepuia och familjen ljungväxter. Inga underarter finns listade i Catalogue of Life.